# 79-та окрема десантно-штурмова бригада (Україна)
79-та окрема десантно-штурмова Таврійська бригада (79 ОДШБр, в/ч А0224, пп В4174) — військове з'єднання у складі Десантно-штурмових військ Збройних сил України чисельністю у бригаду. Базується у м. Миколаїв.
Навесні 2014 року серед перших була піднята для відбиття російської агресії. Підрозділи бригади брали участь у боях за Слов'янськ, а згодом — на різноманітних ділянках фронту на сході України. З 2016 року бригада була переформована на десантно-штурмову і отримала танковий підрозділ.
Після російського вторгнення 2022 року обороняла Сєвєродонецьк, Лиман. Восени 2022 року брала участь у Херсонському контранступі.

## Історія
Після розпаду СРСР у 1992 році 40-ва окрема десантно-штурмова бригада перейшла під юрисдикцію України й увійшла до складу Збройних сил України з назвою 40-ва окрема аеромобільна бригада. Бригада була перепідпорядкована командувачу Одеського військового округу. На той час організаційно бригада складалась із 2 важких та 1 легкого повітряно-десантних батальйонів та підрозділів забезпечення.
У 1999 році переформована на 79-й окремий аеромобільний полк.
Десантники 79-го полку брали участь у ряді миротворчих операцій у Сьєрра-Леоне, Іраку, Ліберії та країнах колишньої Югославії (Сербія, Косово, Македонія, Чорногорія).
1 липня 2007 року шляхом об'єднання 79 аеромобільного полку з 11-м полком армійської авіації була створена експериментальна 79-та окрема аеромобільна бригада.
- Десантники бригади в Косово. 2010 рік

79-та бригада брала участь у ряді міжнародних навчань, де зарекомендувала себе з позитивної сторони.[джерело?]

### Вторгнення Росії до України і анексія Криму
Після початку російської інтервенції до Криму частина 1-го батальйону бригади була піднята за тривогою 2 березня 2014 року. Сформований з контрактників підрозділ був направлений в Херсонську область, на перешийок до Криму, під Чаплинку. Існував план перекинути ці підрозділи на територію самого Криму і закріпитися там у кількох населених пунктах на півночі. Один із офіцерів бригади, майор Дмитро Марченко, на цивільному автомобілі їздив до Армянська оцінити ситуацію. Розвідка показала, що у місті головну трасу вже контролювали російські війська вторгнення. План скасували, підрозділ залишився на перешийку. У 20-х числах березня формувався вже 2-й батальйон із числа мобілізованих.

### Війна на сході України
Станом на 18 квітня вже повністю боєздатні 1-й та 2-й батальйони перебували в Херсонській області, 18 травня направилися в Запорізьку область, а в червні — в Донецьку. Ще один батальйон бригади, 88-й окремий, перебував в Одеській області і був кадрованим, участі у бойових діях не брав через некомплект як техніки, так і військовослужбовців.
З 3 по 5 червня 2014 року бійці зі складу 1-го батальйону бригади брали участь у звільненні Красного Лиману. У бою загинув солдат Власенко Юрій Олександрович. 1-й батальйон перебував у цьому районі до повного звільнення Слов'янська 5-го липня.
У цей же час розвідувальна рота і 2-й батальйон, який вже був доукомплектований, були відправлені на південь, під Волноваху, на зміну 51-й окремій механізованій бригаді, що була виведена із зони бойових дій після бою під Волновахою.

#### Бої на україно-російському кордоні
Згодом з військовослужбовців 2-го батальйону бригади сформували дві ротно-тактичні групи, які залучили до прикриття кордону з РФ.
12 червня 2014 року бійці розвідувальної роти та 2-го батальйону бригади за підтримки 1-ї гаубичної батареї бригади брали участь у Бою за Савур-Могилу. У бою загинуло два військовослужбовці бригади Татарінов Сергій Петрович та Шерстньов Сергій Андрійович.
Інший підрозділ 2-го батальйону бригади під командуванням майора Кривоносова Сергія в той же день разом із підрозділами 72-ї окремої механізованої бригади форсував річку Міус в районі Маринівки, там було встановлено переправу через річку. Після цього підрозділ висунувся в с. Кожевня і продовжив рух далі в район с. Дякове. Задля забезпечення контролю підрозділу над переправою, щоб угрупування українських військ могло продовжувати виконувати завдання по взяттю під контроль кордону з Росією, була зайнята висота 185, яка панувала над с. Дібрівка, були встановлені опорні пункти. 2-га рота 2-го батальйону бригади зайняла сусідню висоту, яка згодом стала відома під назвою «Браво» (по позивному Семена Колейника, який керував силами, що цю висоту утримували), а третя висота під Дяковим стала командним пунктом бригади, там розмістилися одна рота і підрозділи забезпечення.
Після звільнення Слов'янська 5 липня до бійців 2-ї батальйонно-тактичної групи бригади приєднався 1-й батальйон бригади.
Вночі 11 липня 2014 року батальйонно-тактична група 24 ОМБр, 72 ОМБр та 79 ОАеМБр в ході висунення на кордон з Ростовської області для посилення перебувала в цьому районі Південної армійської угруповання потрапила під обстріл з реактивної установки БМ-21 «Град» біля Зеленопілля, в 17 км на південний схід від міста Ровеньки, Луганська область. Обстріл вели Збройні сили РФ зі своєї території і угруповання бойовиків із району Ровеньків. Під час атаки загинуло 9 військовослужбовців бригади.
16 липня українські війська втратили контроль над селом Маринівка, мобільна група 4-ї роти 79-ї бригади, допомагала евакуйовувати нацгвардійців із втраченого населеного пункту. Українські підрозділи на українсько-російському кордоні опинилися в оточенні.
21 липня волонтер Юрій Бірюков допоміг вивести 75-80 тяжкопоранених солдат бригади з оточення терористів у Луганській області.
23 липня в ЗМІ з'явилося повідомлення, що 79 ОАеМБр знаходиться в районі Дяково.
24 липня пресофіцер штабу АТО Владислав Селезньов заявив, що ситуація з оточеною і щодня обстрілюваною 79-ю аеромобільною бригадою важка, але не критична.
26 липня родичі військовослужбовців бригади на понад 8 годин, з 18:45 вечора до 6:00 ранку, перекрили у Миколаєві Варварівський міст, який лежить на міжнародній автомагістралі E58 Відень—Будапешт—Одеса—Мелітополь—Ростов-на-Дону. Вони вимагали надати допомогу частинам бригади, які перебували на кордоні з РФ.
30 липня, після взяття під контроль висоти Савур-Могила на Донеччині, українським силам вдалося розблокувати військових 72-ї механізованої та 79-ї аеромобільної бригад, які довгий час перебували в оточенні між російським кордоном і угрупованнями бойовиків.
2 серпня волонтери Всеукраїнського об'єднання «Народний проект» передали бригаді електрогенератори, харчі та ліки.
4 серпня на висоті 185 загинув командир ротно-тактичної групи, що її обороняла — Кривоносов Сергій.
7 серпня 2014 року десантники аеромобільної бригади вирвались з оточення. Про це зазначив засновник фонду «Крила Фенікса» Юрій Бірюков.
У серпні 2014 року при 79 ОАеМБр створено 3-й добровольчий батальйон «Фенікс».
2 вересня група волонтерів придбала та переобладнала 7 автомобілів для 79 ОАеМБр — шість позашляховиків для вивезення поранених із поля бою та один реанімобіль, обладнаний всім необхідним. Автомобілі придбані в Європі за кошти, перераховані громадянами.
27 вересня координатор волонтерського проєкту «Крила Фенікса» Юрій Бірюков повідомив, що до 79 ОАеМБр доставили комплект цифрового кодованого зв'язку, загальна вартість переданого обладнання складає 2,35 мільйона гривень, має приїхати майстер по підключенню обладнання.

#### Бої за Донецький аеропорт
З кінця вересня бригада брала участь в обороні Донецького аеропорту.
28 вересня 2014 року при заході на бойові позиції в термінали аеропорту, бойовики знищили 2 БТР з десантниками, 7 бійців бригади загинуло.
10 жовтня Всеукраїнське об'єднання волонтерів «Народний проект» передали 79-й бригаді продукти, одяг, ліки та Celox A від «Народного тилу».
У грудні 2014 року на зміну підрозділам 79-ї бригади, що обороняли Донецький аеропорт, прибули 2 батальйони 81-ї аеромобільної бригади.
Також бригада брала участь у спробі відбиття руїн Донецького аеропорту, які мали місце в кінці січня 15-го, але нічого, окрім втрат, це не принесло. В розпал боїв бійці підрозділу утримували радіолокаційну станцію та село Водяне.

#### Бої за Дебальцеве
Підрозділ 79-ї під командуванням Миргородського Максима також брав участь в боях за Дебальцеве, де разом з 30-ю механізованою, танкістами 92-ї механізованої, 1-ї танкової бригад і батальйоном «Донбас» спробували штурмувати село Логвінове, яке вже було захоплене російськими військами. Але росіяни перекинули сюди багато сил і їх артилерія добре пристрілялася. Сил для ефективної атаки було явно недостатньо. Хоча операція щодо розблокування дороги на Артемівськ і не принесла бажаного результату, це все ж дозволило виграти час для того, щоб сили АТО могли вийти з Дебальцевого.
З 2016 року аеромобільну бригаду було доповнено танковою ротою, після чого бригада була переформована, отримавши назву — 79-та окрема десантно-штурмова бригада.

### Російське вторгнення 2022 року
На момент повномасштабного вторгнення у лютому 2022 року бригада була розділена: більша частина особового складу бригади обороняла Луганщину, а деякі тилові підрозділи були у Миколаєві.
Підрозділи бригади на Луганщині були біля Щастя та Станиці Луганської, на березі річки Сіверський Донець. Лівий фланг бригади впирався в україно-російський кордон, який прикривали нечисленні загони прикордонників. Росіяни це знали, і прагнули обійти українські підрозділи, замкнувши у «котлі». Щоб запобігти такому сценарію, командування наказало відступити. Перед відходом українські війська мали затримати переправу росіян через міст. Міст був замінований, але артобстрілом перебило дроти і підрив не спрацював. 29-річний головний сержант інженерно-саперного взводу Олег Мороз викликався добровольцем, завів на міст автомобіль з вибухівкою із радіокерованим підривом, і неушкодженим вийшов, після чого міст підірвали. За цю операцію Олег отримав звання Героя України. Бригада утримувала свої позиції ще протягом кількох діб перед відходом, відволікаючи на себе основний удар противника. Так десантники дали можливість іншим частинам ЗСУ передислокуватися. За успішні дії, що не дали потрапити частинам в оточення, комбриг полковник Олександр Луценко отримав звання Героя України. З-під Щастя основні сили 79-ї бригади відійшли у район Сєверодонецька. Вони вибили звідти противника, який уже встиг прорватися, зайняли вигідні позиції й утримували їх до 30 березня. Ворог зазнав серйозних втрат і не зміг на той час просунутися далі.
У Миколаєві на початок вторгнення знаходився тільки пункт прийому особового складу та деякі тилові підрозділи. У перші дні вторгнення у місті сформували дві батальйонно-тактичні групи, які невдовзі зайняли оборону на північ і на північний схід від обласного центру. 7—9 березня росіяни обстріляли Миколаїв з установок БМ-27 «Ураган», загинуло кілька бійців бригади. Росіяни спробували почати штурм міста, 79-та бригада знищила чотири російські БМД та бойову броньовану машину «Тигр», після чого росіяни відійшли. На середину березня для Миколаєва були дві загрози: початок прямого штурму та міських боїв у місті, та спроба росіян обійти місто і переправитися через Південний Буг у районі Вознесенська. За оцінкою прес-офіцера бригади, якщо під Вознесенськом підірвати мости, там легше навести понтонні переправи, оскільки річка вужча. Але у середині березня росіян відкинули від Вознесенська спільними зусиллями ЗСУ й тероборони.

### Бої за Лиман
З квітня за Лиман йшли важкі бої. Туди перекинули підрозділи 79-ї бригади, які пройшли бої за Сєверодонецьк та мали короткий період відновлення після цих боїв. Підрозділи 79-ї бригади змушені були оборонятися на непідготовлених позиціях, а росіяни мали 10—15-кратну перевагу у вогневій потужності артилерії: ствольній, реактивній, у важких вогнеметних системах. Артилерією росіяни застосовували тактику «вогняних валів».
Наприкінці травня 2022 року фронт під Миколаєвом стабілізувався. Окремі батальйонно-тактичні групи 79-ї бригади з міського гарнізону також перекинули під Лиман. Бригада зазнала у цих боях важких втрат. У червні вона мусила відійти за Сіверський Донець. Річка кілька місяців слугувала природним бар'єром.
В середині серпня 2022 року підрозділи 79-ки провели успішну і неочікувану для росіян операцію, вночі переправившись на лівий берег і захопили плацдарм. Цей плацдарм згодом інші частини Збройних сил України використали під час харківського контрнаступу, в якому сама 79-та бригада участі не брала. Напередодні цього контрнаступу бригаду перекинули на критичну ділянку фронту під Мар‘їнку.
У листопаді 2022 року бригада брала участь у боях на Херсонському напрямку та звільненні правобережжя Херсонщини.
У червні 2023 року представник Об'єднаного перехідного кабінету Світлани Тихановської з питань оборони та нацбезпеки Валерій Сахащик оголосив про створення 1-ї окремої десантно-штурмової роти білорусів, яка входить до складу 79-ї десантно-штурмової бригади.

## Структура

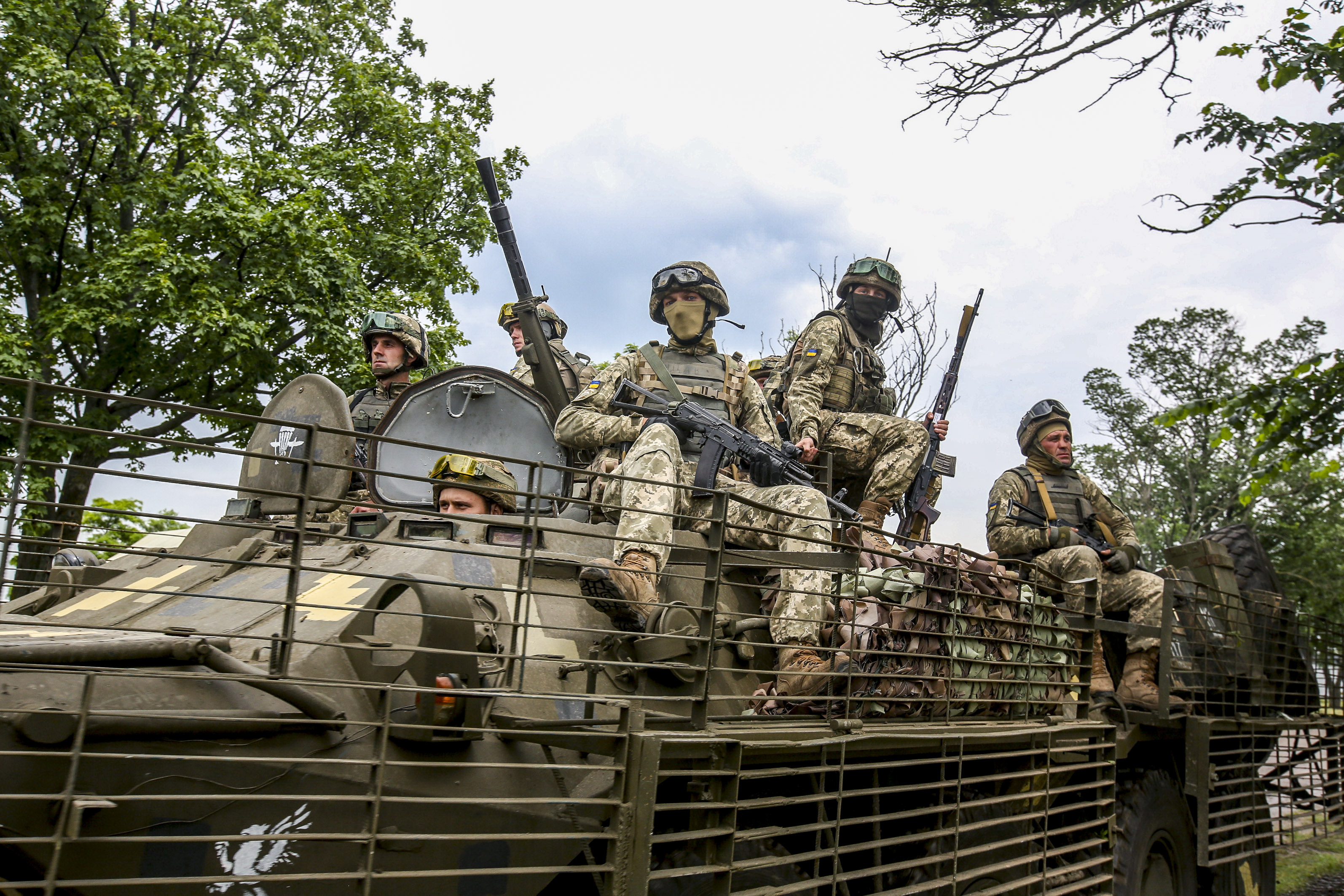
79 ОДШБр. Червень 2016.

### 1992
Станом на 1992 рік бригада мала у складі:
- важкий повітрянодесантний батальйон
- важкий повітрянодесантний батальйон
- легкий повітрянодесантний батальйон
- підрозділи забезпечення

### 2016
- 1 десантно-штурмовий батальйон (БТР);[26]
- 2 десантно-штурмовий батальйон (БТР);[27]
- 3 десантно-штурмовий батальйон «Фенікс» (БТР, Д-30);
- рота протиповітряної оборони
- бригадна артилерійська група
  - самохідний артилерійський дивізіон (2С1 «Гвоздика»);
  - гаубичний артилерійський дивізіон (Д-30);
  - реактивний артилерійський дивізіон (БМ-21 «Град»);
- розвідувально-десантна рота[28]
- танкова рота
- інженерно-саперна рота
- рота РХБ захисту
- польовий вузол зв'язку
- рота матеріального забезпечення
- рота десантного забезпечення
- ремонтна рота

### 2022
- 1-ша окрема десантно-штурмова рота «Білорусь»[29]

## Обладнання
БТР: 
- БТР-70[30]
- БТР-80[31][32]

Артилерія:  
- L119[33]
- Д-30[34]

Піхотна зброя:
- FGM-148 Javelin[35]

## Командири
- (1992—1993) підполковник Атрощенко Олексій Вікторович
- (1993—1996) полковник Зеленяк Петро Олексійович
- (1996—1998) полковник Кулієв Ш. М.
- (1998—1999) полковник Бахтін Анатолій Михайлович
- (1999—2002) полковник Пасюра В. Г.
- (2002—2005) полковник Маслєнніков Костянтин Євгенійович
- (2005—2007) полковник Хоружий В. С.
- (2007—2011) полковник Маслєнніков Костянтин Євгенійович (2)
- (2011—2012) полковник Клят Юрій Олександрович[36]
- (2012—2016) полковник Шандар Олексій Михайлович
- (2016—2019)[уточнити] полковник Курач Валерій Адамович[37][38][39]
- (2019—2022) полковник Луценко Олександр Дмитрович[40]
- (2024) полковник Шматалюк Євген Вікторович[41]

## Традиції
5 червня 2009 року наказом Міністра Оборони України № 308 в найменування частини введене почесне звання «Миколаївська» за тісну співпрацю з населенням та органами місцевого самоврядування, військово-патріотичне виховання молоді.
28 червня 2022 року з метою гідного вшанування мужності та героїзму, виявлених під час захисту державного суверенітету, незалежності, територіальної цілісності України бригада відзначена почесною відзнакою «За мужність та відвагу».
20 листопада 2023 року з метою відновлення історичних традицій національного війська, зважаючи на зразкове виконання покладених завдань під час захисту територіальної цілісності та незалежності України Указом Президента України бригада отримала почесне найменування «Таврійська».

## Втрати
Станом на лютий 2018 року, за даними Книги пам'яті, бригада втратила в боях загиблими 61 бійця.

## Вшанування

### Відзначені
Найвищими державними нагородами відзначені:
- майор Кривоносов Сергій Сергійович — звання «Герой України» з удостоєнням ордена «Золота Зірка» (2014, посмертно)[45]
- молодший лейтенант Чайка Павло Миколайович — орден «За мужність» I ступеня (2015)[46]
- підполковник Миргородський Максим Вікторович — орден Богдана Хмельницького I ступеня (2015)[47]
- лейтенант Чибінєєв Валерій Вікторович — звання «Герой України» з удостоєнням ордена «Золота Зірка» (2016)
- полковник Луценко Олександр Дмитрович — звання «Герой України» з удостоєнням ордена «Золота Зірка» (2022)
- сержант Мороз Олег Романович — звання «Герой України» з удостоєнням ордена «Золота Зірка» (2022)
- підполковник Козій Ростислав Володимирович — звання «Герой України» з удостоєнням ордена «Золота Зірка» (2022)
- молодший сержант Головко Андрій Миколайович — звання «Герой України» з удостоєнням ордена «Золота Зірка» (2023)
- молодший сержант Шкурнов Дмитро Олександрович — звання «Герой України» з удостоєнням ордена «Золота Зірка» (2023, посмертно)

## Галерея

Тактичні навчання, вересень 2016
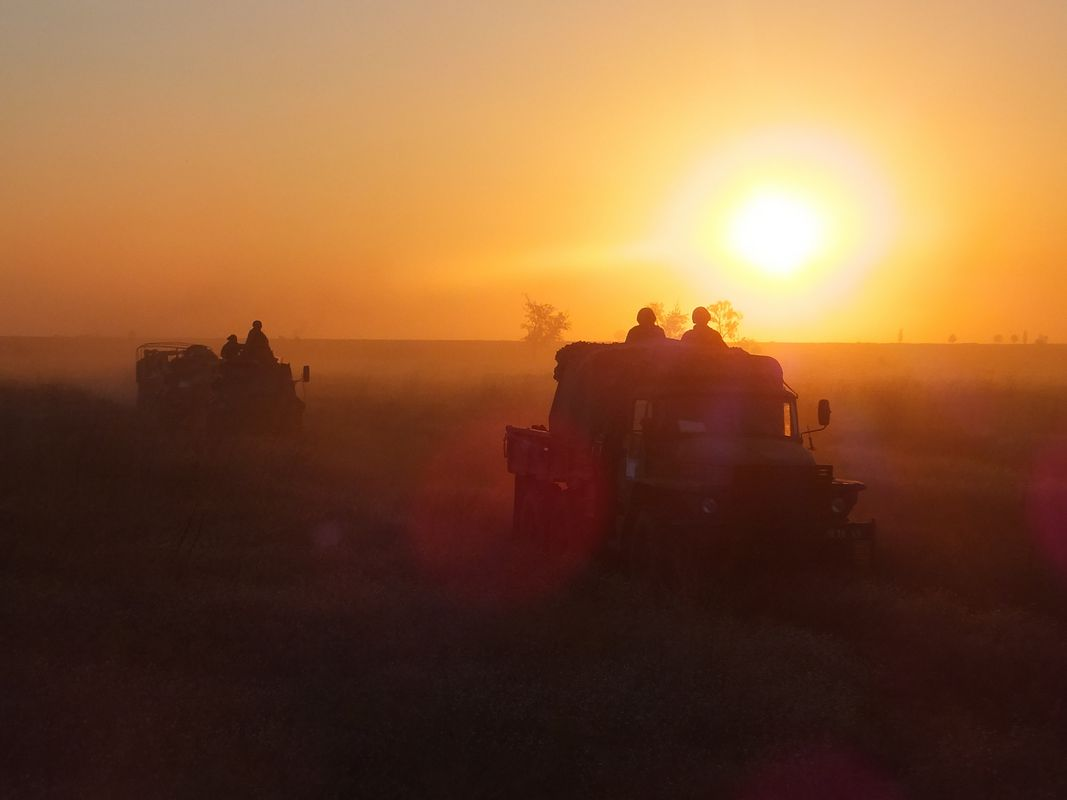
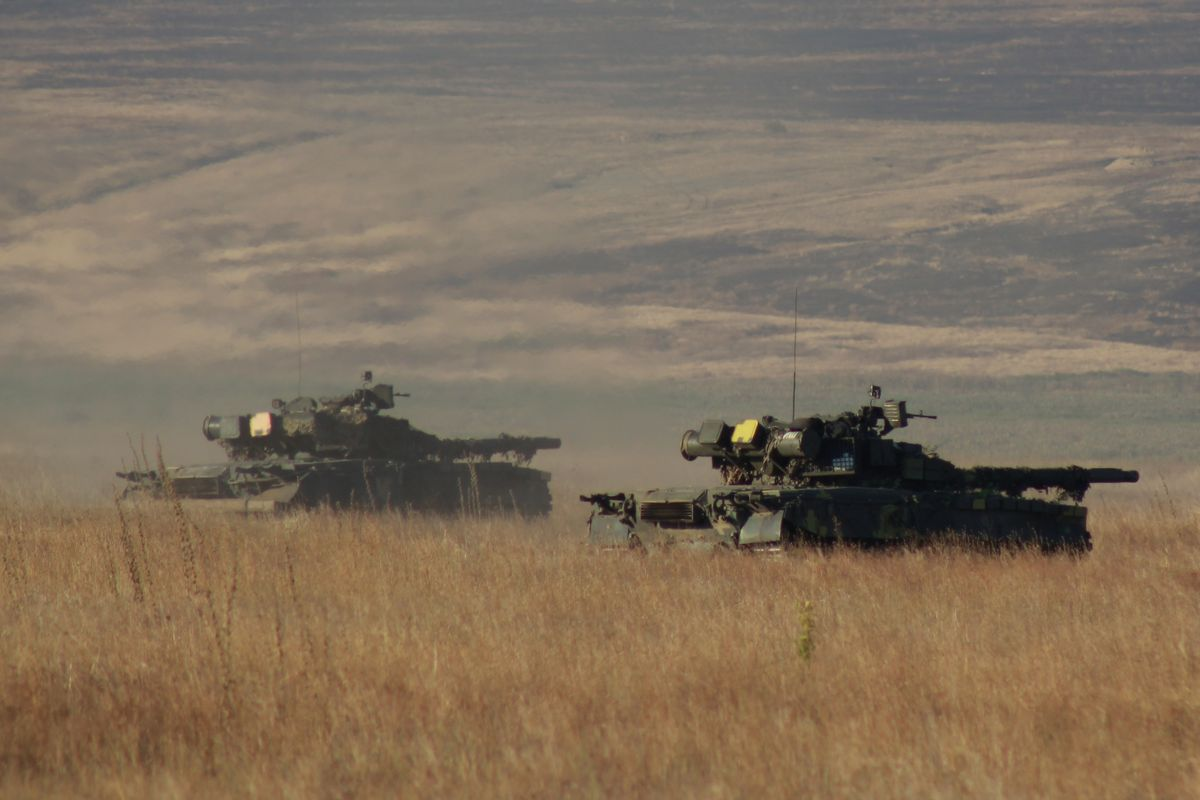
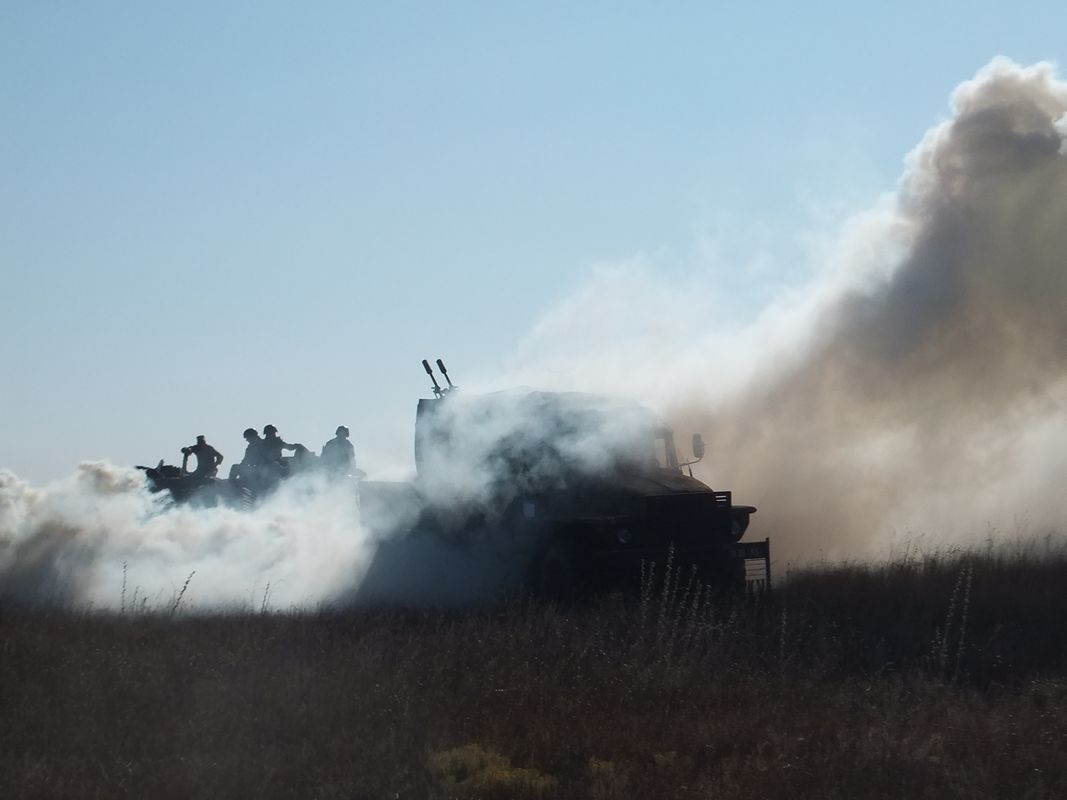
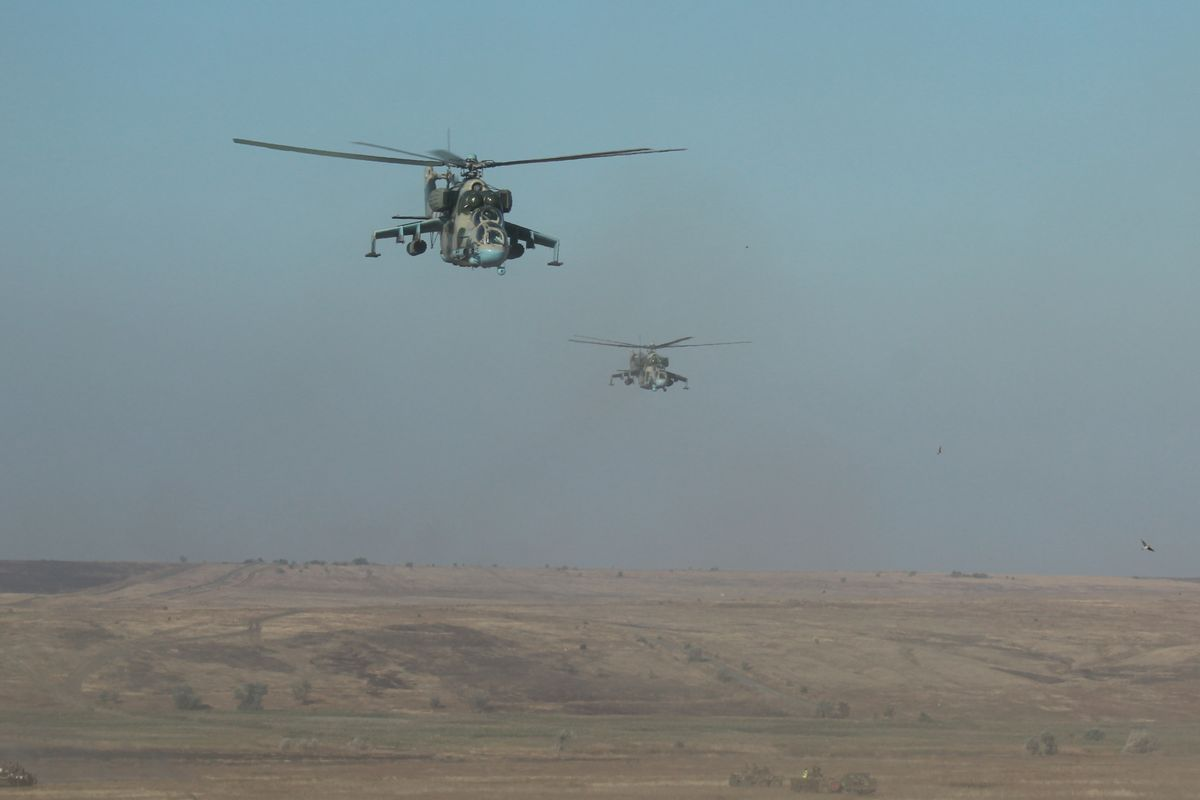

### Відео
- У повітрі, на морі, на землі: єдність стихій в обороні України [Архівовано 22 листопада 2020 у Wayback Machine.] // Генеральний штаб ЗСУ, 19 липня 2017